# Balfate
Balfate is een gemeente (gemeentecode 0202) in het departement Colón in Honduras. De gemeente ligt aan de Atlantische Oceaan. De hoofdplaats ligt aan de rivier Balfate.
In 1840 was er al een gehucht op deze plek. Later was Balfate de eerste haven van waaruit bananen naar de Verenigde Staten werden geëxporteerd. In de jaren 50, toen de spoorlijn naar San Pedro Sula ophield te bestaan, werd de pier echter afgebroken.
Tegenwoordig moet men via een grindweg naar Jutiapa om de verharde weg tussen San Pedro Sula en Trujillo te kunnen bereiken. Er zijn plannen voor een rechtstreekse verbinding tussen Balfate en Trujillo.

## Bevolking
De bevolking is als volgt verdeeld:
| Vrouwen | 6517 | 49,1% |
| Mannen  | 6756 | 50,9% |

## Dorpen
De gemeente bestaat uit achttien dorpen (aldea), waarvan het grootste qua inwoneraantal: Río Esteban (code 020217).